# ライトアップ! イルミネーション大戦争
『ライトアップ! イルミネーション大戦争』（ライトアップ イルミネーションだいせんそう、Deck the Halls）は、2006年のアメリカ合衆国のコメディ映画。監督はジョン・ホワイトセル、出演はダニー・デヴィートとマシュー・ブロデリックなど。日本では劇場公開されずビデオスルーされた。

## ストーリー
アメリカ合衆国北東部、ニューイングランド地方。クリスマスも間近に近づいたある日、そこに住むスティーブの向かいに、ホール一家が引っ越してきた。彼らを快く迎えるスティーブだったが、ホール一家の父親バディは「インターネットの地球画像でも確認できないほど家が目立たない」という娘の一言がショックで、家を派手なクリスマス・イルミネーションで囲み始める。彼のこの行為は、次第にエスカレートしていき、ついに向かいのスティーブは生活に支障をきたしてしまう。これに憤慨したスティーブは、バディの妨害を始める。

## キャスト
※括弧内は日本語吹替
- バディ・ホール - ダニー・デヴィート（青野武）
- スティーブ・フィンチ - マシュー・ブロデリック（宮本充）
- ケリー・フィンチ - クリスティン・デイヴィス（岡本麻弥）
- ティア・ホール - クリスティン・チェノウェス（雨蘭咲木子）
- マディソン・フィンチ - アリア・ショウカット（沖田愛）
- カーター・フィンチ - ディラン・ブルー（竹内順子）
- アシュリー・ホール - サブリナ・オルブリッジ（寺田はるひ）
- エミリー・ホール - ケリー・オルブリッジ（たかはし智秋）
- ウォレス - ホルヘ・ガルシア（高戸靖広）
- グスタフ - フレッド・アーミセン
- グレタ - ジリアン・ヴィグマン
- ボブ・マーレイ - ライアン・デヴリン（英語版）（家中宏）
- ヤング町長 - ショーン・オブライアン（英語版）（斧アツシ）
- スーチン・パク（英語版） - 本人
- ロイアー夫人 - ジャッキー・バロウズ
- デイブ保安官 - ゲイリー・チョーク
- マッケンジー - ニコラ・ペルツ

## ノミネート
第27回ゴールデンラズベリー賞
- ノミネート：最低助演男優賞 - ダニー・デヴィート
- ノミネート：最低助演女優賞 - クリスティン・チェノウェス
- ノミネート：ファミリー映画と宣った最低作品賞